# スペングラーヤマガメ
スペングラーヤマガメ（Geoemyda spengleri）は、爬虫綱カメ目イシガメ科ヤマガメ属に分類されるカメ。別名オナガヤマガメ。

## 分布
中華人民共和国南部、ベトナム

## 形態
甲長11.5センチメートル。オスよりもメスの方が大型になる。背甲の色彩は褐色から赤褐色。背甲と腹甲の継ぎ目（橋）には腋下甲板がない。
吻端は鉤状になり、嘴は刃物状で咬合面は薄い。これにより動きの素早い獲物の動きを止めたうえで、切断することにも適している。
幼体やメスの成体は頭部に淡黄色の筋模様が入り、虹彩は黄色や赤。オスの成体では筋模様が消失し、虹彩の色味が消え白や淡灰色になる。

## 分類
リュウキュウヤマガメは本種の亜種とされていたが、1992年に独立種として分割された。

## 生態
山地や丘陵にある森林に生息する。陸棲。
食性は雑食で、昆虫、節足動物、陸棲の巻貝、ミミズ、果実などを食べる。視力が良く、獲物を見つけると素早く距離を詰めて捕食する。
繁殖形態は卵生。1回に1-2個の卵を産む。

## 人間との関係
生息地では食用とされることもある。
開発による生息地の破壊や、食用の乱獲などにより生息数は激減している。2005年に中華人民共和国の個体群がワシントン条約附属書IIに、2013年にワシントン条約附属書IIに掲載された。
ペットとして飼育されることもあり、日本にも輸入されている。主に野生個体が流通するが、稀に繁殖個体が流通することもある。当初以前は安価で大量に流通していたが、ワシントン条約に掲載されたため流通は大幅に減少している。以前は安価に流通していることもあり、輸送状態やストック状態が悪く状態を崩したまま流通する個体が多く飼育の難しい種とされていた。近年は流通量が減少し価格が上昇したことや、輸送技術の向上により飼育の容易な種ではないが以前に比べると状態を崩した個体は少なくなっている。テラリウムで飼育される。腐葉土やヤシガラ土等の湿度を保つことのできる床材を甲高程の深さで敷く。ケージ内には市販されている洞窟状の隠れ家等を設ける。高温に弱いため日本の夏季においては風通しの良い涼しい場所にケージを設置したり、鑑賞魚用の扇風機やエアコン等の冷房器具が必要になる。乾燥に弱いため朝と夜（冬季のような乾燥する季節にはさらに頻度を上げる）にケージ内に霧吹きをし湿度を上げる。水容器は出入りしやすい様に浅い物を設置し、溺れない様に甲高の半分程の深さの水を入れる。餌としてはコオロギや刻んだピンクマウスなどを与える。餌に対しては事前に野菜等の餌を与えたり、両生爬虫類専用に市販されているサプリメントを振りかけて栄養価を上げる。